# Eremisca gobia
Eremisca gobia là một loài ruồi trong họ Asilidae. Eremisca gobia được Lehr miêu tả năm 1972. Loài này phân bố ở vùng Cổ Bắc giới.